# Hoechst AG
A Hoechst AG foi uma indústria química alemã depois dedicada ao ramo farmacêutico, após a fundição com a Rhône-Poulenc em 1999 ,foi um farmacutico. Com a fusão desta última com a Sanofi-Synthélabo em 2004, tornou-se subsidiária do grupo farmacêutico Sanofi-Aventis. Em 2011 voltou a adotar o nome Sanofi. 

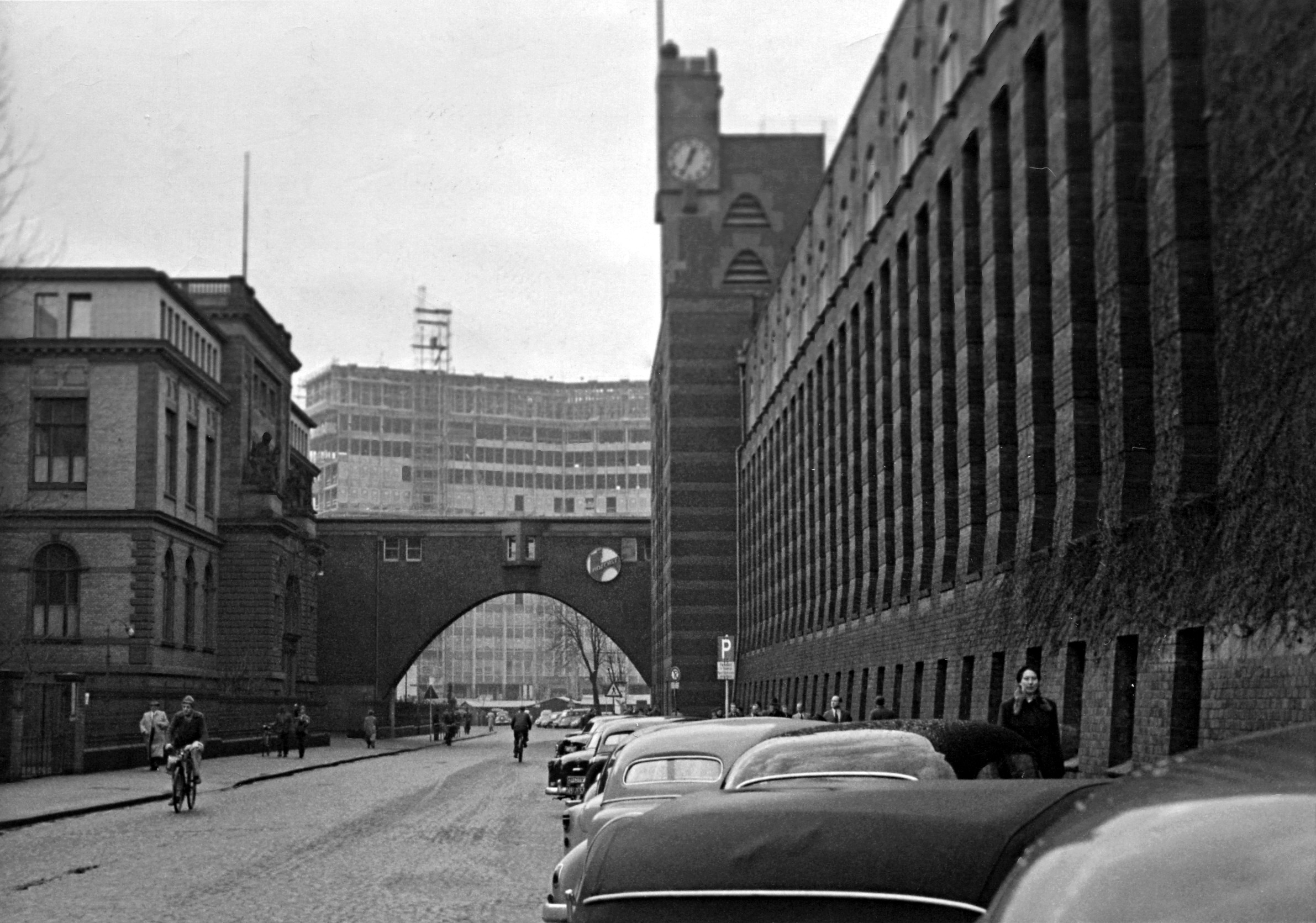
Technisches Verwaltungsgebäude der Hoechst AG nos anos 1950

Na década de 1930, a Hoechst fazia parte da corporação mais poderosa da Alemanha, a IG Farben, juntamente com a AGFA, a BASF, a Bayer e outras empresas químicas e farmacêuticas alemãs. Com a contrapartida de apoio para sua expansão e o investimento em uma tecnologia estratégica para suas empresas, o cartel doou 400 mil marcos para a campanha que ajudou a nomear Adolf Hitler chanceler, além de desenvolver uma borracha sintética, combustíveis de alta performance (utilizados pelas Forças Armadas), óleo combustível e ainda o famigerado Ziklon-B (gás utilizado nas câmaras de extermínio). Segundo a obra "IG Farben - From Anilin to Forced Labor", as fábricas da corporação se utilizava de trabalhadores forçados a serem cobaias em seus experimentos com novos medicamentos e vacinas.